# Marxistisk psykologi
Marxistisk psykologi är en gren inom psykologin som omfattar olika riktningar som med start under 1920-talet ämnat förena marxistiska samhällsteorier och filosofiska och psykologiska teorier.
Ett av de områden som den marxistiska psykologin har intresse i är relationen mellan olika individer och samhället. Freudomarxismen försökte förena marxism och psykoanalys. Den kulturhistoriska skolan med personer som Lev Vygotskij och Aleksej Leontiev menade att språket och andra kulturella verktyg skapar människans psyke, vilket utvecklades av den kritiska psykologin i Tyskland. Georges Politzer, en fransk marxistisk filosof, hade en teori att det personliga psyket uppstår i det livsdrama som bestäms av samhället och kulturen.